# DJ Sender
Евгений Евтухов (род. 28 июня 1984, Луганск, Украина, СССР), известный как Sender — украинский диджей, музыкальный продюсер, автор песен и исполнитель, владелец лейбла Send Records и его саблейблов, создатель радиостанции DJFM.
По мнению портала TopDJ.ua, один из наиболее влиятельных деятелей украинской электронной музыки, стоявший у её истоков. Дважды лучший украинский DJ и продюсер.

## Биография
Евгений Евтухов родился в г. Луганск, Украина 20 июня 1984. С самого детства он любил музыку, которая окружала его в семье, так как отец был диск-жокеем, регулярно проводил музыкальные вечера и управлял магазином по продаже кассет, бобин и пластинок. С самого детства Евгений впитывал в себя самые разнообразные музыкальные стили, а каждые выходные ездил с отцом на «музыкальные биржи», где люди обменивались музыкальными новинками.
В 11 лет Sender случайно попал на «саундчек» к DJ Сухову, и в тот же день прослушал программу PartyZan на Magic Radio c участием Сухова — именно эти два события ещё больше вдохновили юношу, который уже тогда решил, что станет диджеем.
До танцевальной музыки Евгений увлекался роком и тяжёлым металлом, собирав журналы Heavy Metal. Через несколько лет он услышал так называемый «РЕП» и тоже заинтересовался. Это длилось недолго — до тех пор, пока к нему в руки не попал альбом «2Unlimited».
По словам артиста, на пути к собственному музыкальному стилю, он слушал самую разнообразную электронную музыку, и прошло немало времени, прежде он нашёл то, что ему действительно по душе:
Когда мне было 15 лет … Танцевальная музыка стала неотъемлемой частью моей жизни. Дни напролет я слушал 2Unlimited, Reel 2 Reel, KLF, Brooklyn Bounce. Позже меня привлекли направления drum’n’bass, happy hardcore, thunderdrom. Сильное влияние оказала серия United DJs Of America (Josh Wink, Frankie Knukles и др.). После, я открыл для себя транс: berlin trance, hard style, а именно Darude, Joy Kitikonti, Mauro Picotto и др. Ещё позже перешел на progressive, так называемый UK trance или progressive trance, который играл Timo Maas, Sasha, John Digweed и другие. Только спустя год я стал играть house музыку. В ней я нашел отображение своей души.

## Карьера
Со времени первого знакомства с диджеингом и клубной культурой в 11 лет Евгений Евтухов активно собирал музыкальный материал и уже в 15 лет пришёл к реализации своей мечты — стать настоящим DJ.
Первыми и незабываемыми моментами в карьере диджея стали упорные тренировки игры на виниле вместе со своим другом, DJ Биноклем. В 2001 году DJ Sender запустил танцевальное радио шоу «БОМБА» на радиостанции «Power FM». С каждым выпуском программа становилась все популярнее, и вскоре Sender организовывал одноимённые вечеринки во многих городах Украины.
Такой результат вдохновил Евтухова, и он ощутил в себе силы и желание создавать собственную музыку, на чём и стал концентрировать свою деятельность. И в 2003 году Sender издал ремикс на трек «Небо» группы «Дискотека Авария» (Свет далеких планет", АРС Рекордс).
В 2002 году Sender стал редактором вечернего эфира на танцевальной радиостанции Kiss FM, куда перешёл его проект «БОМБА».
В 2004 на лейбле Executive (Франция) вышел дебютный трек артиста Operator, принесший ему колоссальный успех в Европе. Это придало уверенности в том, что пора выходить на международную арену, и Sender выпустил ремикс на хит всех времен Narcotic Thrust — I Like It (DJ Sender Remix), Full House France, а также Sandy W feat. Duane Harden — Love For The Music (DJ Sender, Robbie Rivera Remixes).
В 2004 году Dj Sender стал лучшим диджеем Украины по версии всеукраинского рейтинга TOPDJ.UA и повторил свой успех в следующем году, вновь получив звание лучшего диджея в 2005 году.
В то же время Dj Sender выпустил ряд успешных треков — таких как «Kiss You», «Generation (Street Parade Intro)», приуроченный к выступлению на фестивале Street Parade в Цюрихе, а также трек «Torque» — и начал ежегодные выступления на фестивале Казантип.
В 2006 Sender запустил Send Records — лейбл, на котором издавались Sender, Noiz, Drive Dealers, Hard Rock Sofa, Jim Pavloff, Konstantin Yoodza, Proff, Topspin, Alex Vives, R-Tem, Alex Kenji, DJ Marbrax, Dabruck & Klein, Dave Robertson, Goshva, Jaimie Fanatic, Laidback Luke, Nino Anthony, Patrik Bjorkman, David Sense. Вскоре Евтухов запустил ещё и саблейблы.
В том же году Dj Sender впервые участвовал в Winter Music Conference в Майами.
Став дважды лучшим диджеем Украины, в 22 года Евгений Евтухов переехал из Днепропетровска в Киев, где продолжил активную творческую деятельность.
В 2007 году основал Sending Media Group — медиа-группу, объединяющую все проекты Евтухова, включая также Send Booking и Dj Magazine Ukraine.
С 2007 года Евтухов сосредоточился на развитии клубной сцены Украины в целом, направляя силы на букинг зарубежных артистов и привозы на Украину. В 2008 году сначала в Киеве и потом в Симферополе он запустил радиостанцию DJFM, став её идеологом и креативным директором.
В то же время Евтухов инициировал проект DJMAG.UA и журнал DJ Magazine Ukraine — украинскую версию журнала об электронной музыке.

## Вокальная карьера
В 2010 году DJ Sender изменил свой ник, убрав приставку DJ, а вместе с тем изменился и его музыкальный стиль. В творческих поисках Евгений Евтухов вернулся к хаусовым истокам своего саунда и открыл в себе ещё один талант — вокальный, который он впервые продемонстрировал миру в треке «The Crystals».
Презентация трека прошла в клубе Crystal Hall в Киеве, где Евтухов также исполнил несколько совершенно новых треков из будущего альбома.
«The Crystals» стал первым треком одноимённого альбома из 12 композиций, большинство из которых вокальные.
На трек «The Crystals» также был снят клип, режиссёром которого выступил сам Sender.
В сезоне 2011/2012 году трек «The Crystals» был назван лучшим хаус-треком по версии портала TOPDJ.ua.
В 2012 году завершена работа над альбомом, выпущено несколько синглов, в частности Holiday и Love, на которые также сняты клипы.
Хиты «Holiday», «Love» и «Sunlight» попадают в топ-100 лучших треков СНГ.
В октябре 2013 года в одном из столичных клубов Sender презентовал дебютный вокальный альбом «The Crystals». Представить полноценный альбом публике, исполнитель впервые вышел в сопровождение лайв бэнда и отыграл концерт «вживую».

## Ивенты
За 12 лет на сцене успел объездить весь мир, выступает на крупнейших фестивалях и значимых музыкальных событиях планеты.
Sender один из немногих отечественных диджеев, который выступает в мире на одной сцене с такими артистами, как David Guetta, Benny Benassi, Swedish House Mafia и др.
Sender также неоднократно выступал на фестивале Global Gathering в Киеве.
Ежегодно Sender посещает международные конференции электронной музыки в Амстердаме (Amsterdam Dance Event) и Майами (Miami Winter Music Conference), фестиваль Казантип, где выступает на вечеринках, а также готовит видеорепортажи с места событий.
Sender регулярно играет в российских и украинских клубах.

### Ключевые выступления в 2011
- The Best Track in Ukraine Awards 2011 (9.12.2011 @ Crystal Hall, Киев)
- RAVE ЗАЧЁТ (17.11.2011 @ StereoPlaza, Киев)
- Taj Mahal (4.11.2011 @ Sharm El Sheikh)
- DJFM Halloween (31.10.2011 @ Pacha, Sharm El Sheikh)
- Amsterdam Dance Event' 2011 (21.10.2011 @ Paradiso, Amsterdam)
- TopDJ.ua — 7 years! (21.10.2011 @ Forsage club, Киев)
- Мисс Металлист 2011 (07.10.2011 @ Клуб «Мисто», Харьков)
- ELECTRICITY — Presents (24.09.2011 @ Birmingham)
- Eurovoice Party (25.08.2011 @ Mantra, Киев)
- THE ELECTRIC CARNIVAL (04.06.2011 @ Birmingham)
- Marco Carola & Friends (03.06.2011 @ Millennium Music Hall, Cardiff)
- Презентация видеоклипа Sender — The Crystals (16.04.2011 @Crystal Hall, Киев)

## Награды
2004 — Лучший DJ Украины по версии TopDJ.ua

2005 — Лучший DJ Украины по версии TopDJ.ua

2006 — DJ № 2 Украины по версии TopDJ.ua

2007 — DJ № 2 Украины по версии TopDJ.ua

2011 — The Crystals «Топ-Трек в стиле House» по версии TopDJ.ua

2011 — The Crystals «Лучший Трек Года» по версии KISSFM Dance Awards

2011 — Лучший House Dj по версии Showbiza.net

## Дискография
- Sender — Love
- Sender — Holiday
- Sender — The Crystals
- Sender & Pavloff — Your Love (Inc. Tom Budden remix) ALiVE Recordings
- Sender & Pavloff — Hang (DJ Madskillz Remix) Klimaks Recordings
- iO & Sender — Love Trip (Original Mix) / 2010, Noir Music
- Amin Golestan, Marco G — Deadpool (iO & Sender Remix)
- Jim Pavloff — Driver (Sender Remix)
- Sender — Tuner
- DJ Sender — Generation (Street Parade Intro)
- DJ Sender — Torque (Main Vibe)
- DJ Sender — Kiss You
- Angel Stoxx — Isternia (Sender remix)
- Polina Griffith — Justice Of Love (DJ Sender Remix)
- Swanky Tunes & Hard Rock Sofa — Acid Trip (Sender Remix)
- Oliver Moldan — Second Session (DJ Sender Remix)
- D.A. — Su Rap (DJ Sender Vox Mix, DJ Sender Sex Dub) / 2004 ARS, Send
- Taiana — Melt Away (DJ Sender Vocal Mix) / Record RU, 2004
- Detsl — God Exist (DJ Sender Remix) / Universal, 2004
- ARSDA. — Banda (DJ Sender Bandit Mix) / 2004, ARS, Send
- D.A. — The Light Of The Far Planets (DJ Sender Sky Mix) / 2003
- Tronic Inc. — Beloved (DJ Sender Remix) / 2005, Kitschy UK — Mashtronic
- Granite & Phunk — Switch On (DJ Sender Remix) / 2005, Sureplayer (UK)
- DJ Ralph ‘N’ JO — To The Limit (DJ Sender Remix) / 2005, F*** Me I’m Famous (France)
- High Side — Alive (DJ Sender Remix) [Joachim Garraud] / 2005, France
- Polina Griffith — Justice Of Love (DJ Sender Club Mix) / 2005, Send, EMI (UK)
- Eric Prydz — Call On Me (DJ Sender Vocal Mix, DJ Sender Acid Vibe) / 2005 Send (UA)
- Narcotic Thrust — I Like It (DJ Sender Remix) / 2004 Full House France
- DJ Sender — Torque (Main Vibe, Acid Re-Dub, Treat Brothers Vocal Re-Touch) / Sureplayer Black (UK)
- Operator EP (Operator, Fifth Gear) (Executive (France)
- DJ Sender — What You Need (Original Mix + incl. DJ PROM Remixes) / Sureplayer (Germany, UK)